# Дуяновка
Дуяновка (біл. Дуянаўка) — село в Прибитковській сільській раді Гомельського району Гомельської області Республіки Білорусь.

## Географія

### Розташування
За 4 км від залізничної станції Зябровка (на лінії Гомель — Тереховка), 17 км на південний схід від Гомеля.

## Гідрографія
На річці Уть (притока річки Сож).

## Транспортна мережа
Транспортні зв'язки степовою, потім автомобільною дорогою Гомель — Тереховка. Планування складається з криволінійної вулиці з провулком, яка орієнтована з південного сходу на північний захід. Забудова міцна, двостороння, дерев'яна, садибного типу.

## Історія
За письмовими джерелами відоме з XVIII століття як село в Речицькому повіті Мінського воєводства Великого князівства Литовського. Після першого поділу Речі Посполитої (1772) у складі Російської імперії. У 1791 році частина жителів переселена в Новобілицю, яка активно будувалася в цей період. Господар маєтку Дуяновка володів у 1872 році 1079 десятинами землі, водяним млином та садом. Діяв хлібний магазин. З 1875 року працювала олійниця. У 1909 році 481 десятина землі, млин, у Носовицькій волості Гомельського повіту Могильовської губернії. У однойменному фольварку було 654 десятини землі.
У 1925 році на базі фольварку створено радгосп «Дуяновка». У селі на той час було відділення зв'язку, школа. З 8 грудня 1926 року по 30 грудня 1927 року центр Дуяновської сільради Носовицького району Гомельського округу У 1929 році організовано колгосп. Під час німецько-радянської війни 3 вересня 1943 року німецькі окупанти повністю спалили село та вбили 7 мешканців. 50 місцевих мешканців загинули на фронтах. 1959 року у складі експериментальної бази «Гомельська» (центр — село Климовка). Розміщуються будинок-інтернат інвалідів та людей похилого віку, магазин.

## Населення

### Чисельність
- 2009 — 483 мешканці